# Reichskommissariat Papen I
Das Reichskommissariat Papen I bildete nach dem sogenannten „Preußenschlag“ die faktische Preußische Staatsregierung von Juli bis Oktober 1932. Staatsrechtlich war jedoch das Kabinett Braun III weiterhin im Amt.
| Amt                                           | Name                          | Partei    |
| --------------------------------------------- | ----------------------------- | --------- |
| Reichskommissar                               | Franz von Papen               | parteilos |
| Inneres und stellvertretender Reichskommissar | Franz Bracht                  | parteilos |
| Justiz                                        | Heinrich Hölscher ab 21. Juli | parteilos |
| Finanzen                                      | Franz Schleusener ab 21. Juli | DStP      |
| Wirtschaft und Arbeit                         | Friedrich Ernst ab 22. Juli   | parteilos |
| Landwirtschaft                                | Fritz Mussehl ab 22. Juli     | parteilos |
| Volkswohlfahrt                                | Adolf Scheidt ab 23. Juli     | parteilos |
| Unterricht                                    | Aloys Lammers ab 21. Juli     | Zentrum   |